# Стажинский, Станислав
Станислав Стажинский (пол. Stanisław Starzyński; 18 апреля 1853, Сновичи — 17 ноября 1935, Львов) — польский юрист и политик, знаток конституционного права, доктор права, профессор, соавтор двухтомной «Истории Львовского университета» (1894), руководитель кафедры политического права (1889—1925), декан юридического факультета (1895—1896, 1918—1919), ректор Львовского университета (1913—1914).

## Биография
Родился 18 апреля 1853 года в с. Сновичи Золочевского уезда в семье Боемира и Софьи Стажинских. Начальное образование получил дома, а со второго гимназического класса начал посещать гимназию им. Франца Иосифа во Львове. В 1872—1876 годах учился на юридическом факультете Львовского университета, где в 1879 получил степень доктора прав. В 1876—1879 годах работал в Псковском наместничестве, а в 1879 — в старостве в Тарнуве. 1880—1881 академический год обучался в Венском университете.
С 1883 года и до смерти преподавал конституционное право на юридическом факультете Львовского университета. Постановлением от 23 апреля 1889 года был именован чрезвычайным профессором политического права на факультете права. Через три года силой императорской постановления от 4 июля 1892 года именуется обычным профессором. Кафедрой политического права руководил до 1925 года. В 1895—1896 и 1918—1919 годах был деканом юридического факультета, а в 1896—1897 году — продеканом. В 1913—1914 академическом году исполнял обязанности ректора Львовского университета, а в следующем году был проректором. Член Временной государственной сеймово-конституционной комиссии. В январе 1925 года профессор Станислав Стажинский пошел на эмеритацию, а в феврале получил звание почетного профессора Львовского университета.
На протяжении многих лет Станислав Стажинский был политическим деятелем. В 1884—1893 годах — член Львовской уездного совета и правительства. В 1907—1913 заседал в Галицком сейме. 1884—1888, 1901—1907 и 1907—1911 — член палаты господ Рейхсрата в Вене. Автор и соавтор многих правовых актов в области избирательного, конституционного и административного права. В 1907—1911 гг. — вице-президент палаты послов. В 1909 году привел к расширению автономии Галичины согласно постановлению, названному его именем («lex Starzyński»). С 1917 года принимал участие в работах над проектом конституции Польши, а в 1928 году объявил авторский проект реформы конституции. Опубликовал много фундаментальных трудов по конституционному праву и истории конституционного права. Особенно важным является его вклад в проработку истории Львовского университета (совместно с Людвиком Финкелем издал «Историю Львовского университета» (пол. Historya Uniwersytetu Lwowskiego, Львов 1894), в которой написал ІІ-й том, который охватывает 1869—1894 года. Учениками Стажинского были Эдвард Дубанович, Людвик Эрлих, Антоний Верещинский, Герш Ляутерпахт и Станислав Эдвард Наглик. Стажинский был членом Академии знаний в Кракове (с 1918 г. — Польская академия знаний), Польского научного общества во Львове (1920). В 1932 году получил степень доктора «honoris causa» Виленского университета.
Умер 17 ноября 1935 года во Львове. Похоронен рядом с могилами отца и брата в гробнице в селе Деревня возле Жовквы.

## Награды
- Командорский крест со звездой Ордена Франца Иосифа (1908)[2]
- Почетный гражданин Равы-Русской, Сокаля, Жовквы
- Почетный профессор Львовского университета (1925)
- Доктор «honoris causa» Виленского университета (1932)

## Избранные публикации
- «O pierwszej konstytucji austryackiej: jej geneza i ocena» (Краков 1889)
- «Kilka uwag spornych z zakresu prawa politycznego» (Львов 1882)
- «Uwagi o prawnej stronie równouprawnienia narodowości w Austrii» (Львов, 1883)
- «Projekt galicyjskiej konstytucyi 1790/1 (Charta Leopoldina)» (Львов, 1893)
- «Konstytucya Trzeciego Maja na tle współczesnego ustroju państw europejskich» (Львов 1892)
- «Historya Uniwersytetu Lwowskiego», t. II (1869—1894) // «L. Finkel S. Starzyński». «Historya Uniwersytetu Lwowskiego». — t. I—II. — Lwów 1894
- «Bibliografia история polskiej» (1891; в соавторстве с проф. Людвигом Финкелями)
- «Studia konstytucyjne», t. I—II (Львов 1907—1909)
- «Ogólne i austryackie prawo polityczne» (Львов, 1911)
- «Obywatelstwo państwa polskiego» (Краков 1921)
- «Błędne teksty różnych wydań Konstytucji Rzeczypospolitej Polskie» (PPA 1921)
- «Kilka uwag o Konstytucji Rzeczypospolitej Polskiej» // Ruch Prawniczy Ekonomiczny i (1921)
- «Konstytucja państwa polskiego» (Львов 1921)
- «Powojenny ustrój państw europejskich» (Краков 1924—1926)
- «W obronie praw podmiotowych» (Львов 1925)
- «Sejmowa reforma wyborcza» (PPA 1925)
- «Współczesny ustrój prawno-polityczny Polski i innych państw słowiańskich» (Львов, 1928)
- «O niezmienności ustaw w dawnej Polsce i dzisiejszej» // Ruch Prawniczy Ekonomiczny i Socjologiczny (1928)
- «Projekt skodyfikowany nowej Konstytucji Rzeczypospolitej Polskiej» (Львов, 1928)
- «O dążeniach do reformy ustroju w niektórych państwach a zwłaszcza w Polsce» // Ruch Prawniczy Ekonomiczny i Socjologiczny (1930)
- «Luźne refleksje na temat ustrojów państwowych» (Свободно 1932)
- «Rozważania konstytucyjne» в: «Ruch Prawniczy, Ekonomiczny i Socjologiczny» 1931 (Львов 1934)
- «Analiza Konstytucji Rzeczypospolitej Polskiej z 23 kwietnia 1935 r.» // Rocznik Prawniczy Wileński (1936).